# Kjetil André Aamodt
Kjetil André Aamodt (Oslo, Noruega 1971) és un esquiador alpí noruec, ja retirat, un dels més destacats de la història de l'esquí. Al llarg de la seva carrera ha guanyat 8 medalles olímpiques, 12 en els mundials i té en el seu poder 21 victòries en la Copa del Món.

## Biografia
Va néixer el 2 de setembre de 1971 a la ciutat d'Oslo, capital de Noruega.

## Carrera esportiva
Considerat un dels millors esquiadors de la història gràcies a la seva versatilitat en dominar totes les tècniques de l'esquí alpí, és un dels cinc únics esquiadors que ha guanyat la Copa del Món d'esquí alpí en les cinc disciplines existents.
Va participar en els Jocs Olímpics d'Hivern de 1992 realitzats a Albertville (França), on aconseguí guanyar dues medalles: la medalla d'or en la prova de Super Gegant i la medalla de bronze en la prova d'eslàlom gegant. A més finalitzà vint-i-sisè en el descens, però no aconseguí finalitzar l'eslàlom especial. En els Jocs Olímpics d'Hivern de 1994 realitzats a Lillehammer (Noruega) participà en les cinc proves disputades, aconseguint guanyar tres medalles: la medalla de plata en el descens i en la combinada alpina i la medalla de bronze en el Super Gegant. A més finalitzà dotzè en l'eslàlom gegant però no aconseguí finalitzar l'eslàlom especial. Sense èxit en els Jocs Olímpics d'Hivern de 1998 realitzats a Nagano (Japó), on la seva millor actuació fou el cinquè lloc en el Super Gegant i el tretzè lloc en el descens, en els Jocs Olímpics d'Hivern de 2002 realitzats a Salt Lake City (Estats Units) aconseguí guanyar dues medalles d'or en les proves de Super Gegant i combinada alpina, a més de finalitzar quart en el descens, sisè en l'eslàlom especial i setè en l'eslàlom gegant. Amb la seva victòria, als 34 anys, en el Super Gegant disputat als Jocs Olímpics d'Hivern de 2006 realitzats a Torí (Itàlia) es convertí en l'únic esquiador alpí masculí fins al moment en guanyar quatre títols olímpics. En aquests mateixos Jocs finalitzà quart en la prova de descens.
Al llarg de la seva carrera ha guanyat 12 medalles en el Campionat del Món d'esquí alpí; destaquen els ors aconseguits en eslàlom (1993), eslàlom gegant (1993) i combinada (1997, 1999 i 2001). Tot i ser tres vegades campió olímpic de Super Gegant, però, no aconseguí guanyar mai el títol mundial d'aquesta disciplina. En la Copa del Món d'esquí alpí aconseguí guanyar 21 proves de la competició al llarg de la seva carrera, així com una vegada la general (1994).
Es retirà de la competició el gener de 2007.

### Victòries a la Copa del Món
| Temporada | Disciplina     |
| --------- | -------------- |
| 1993      | Super Gegant   |
| 1993      | Eslàlom Gegant |
| 1994      | General        |
| 1994      | Combinada      |
| 1997      | Combinada      |
| 1999      | Combinada      |
| 2000      | Eslàlom        |
| 2000      | Combinada      |
| 2002      | Combinada      |

| Data                   | Seu          | Prova          |
| ---------------------- | ------------ | -------------- |
| 15 de març de 1992     | Aspen        | Super Gegant   |
| 28 de novembre de 1992 | Sestriere    | Eslàlom Gegant |
| 7 de març de 1993      | Aspen        | Super Gegant   |
| 21 de març de 1993     | Kvitfjell    | Super Gegant   |
| 23 de març de 1993     | Oppdal       | Eslàlom Gegant |
| 26 de març de 1993     | Åre          | Super Gegant   |
| 27 de març de 1993     | Åre          | Eslàlom Gegant |
| 11 de gener de 1994    | Hinterstoder | Eslàlom Gegant |
| 29 de gener de 1994    | Chamonix     | Descens        |
| 30 de gener de 1994    | Chamonix     | Combinada      |
| 19 de març de 1994     | Vail         | Eslàlom Gegant |
| 7 de març de 1996      | Kvitfjell    | Super Gegant   |
| 14 de gener de 1997    | Adelboden    | Eslàlom Gegant |
| 25 de gener de 1998    | Kitzbühel    | Combinada      |
| 24 de gener de 1999    | Kitzbühel    | Combinada      |
| 9 de gener de 2000     | Chamonix     | Combinada      |
| 16 de gener de 2000    | Wengen       | Eslàlom        |
| 23 de gener de 2000    | Kitzbühel    | Combinada      |
| 13 de gener de 2002    | Wengen       | Combinada      |
| 20 de gener de 2002    | Kitzbühel    | Combinada      |
| 19 de gener de 2003    | Wengen       | Combinada      |